# Ismael Amit
Ismael Amit (Buenos Aires, 1911 - Santa Rosa, 9 de marzo de 1994) fue un abogado y político argentino, dos veces gobernador de la provincia de La Pampa entre 1960 y 1962. Fue el único gobernador constitucional pampeano no perteneciente al Partido Justicialista en la historia de la provincia.

## Biografía
Vivió desde su infancia en el pueblo de Macachín, Territorio Nacional de la Pampa, y se recibió de abogado en la Universidad de Buenos Aires. Desde 1935 vivió en Santa Rosa, donde fue editor y director del periódico El Parque, que apoyaba a la Unión Cívica Radical.
En 1936 fue elegido concejal por la UCR, cargo para el que fue nuevamente electo en 1941. Tras la llegada al poder del peronismo, tuvo una destacada actuación reemplazando como dirigente provincial a Floricel Pérez. En 1951 fue elegido convencional constituyente nacional.
Cuando se produjo el golpe de 1955 se instaló en el poder la dictadura autodenominada Revolución Libertadora, el dictador Eduardo Lonardi anuló la reforma de 1949 en la Constitución Nacional, fueron anuladas también las cartas magnas de las provincias nuevas, entre ellas la de La Pampa.
Mientras el peronismo era proscripto, la Unión Cívica Radical Intransigente (UCRI) consideró que la Libertadora no tenía legitimidad para efectuar tales convocatorias y decidió participar en las elecciones, pero retirar después sus representantes. En La Pampa, el alejamiento del bloque intransigente fue crucial, ya que sobre un total de 24 tuvo 12 convencionales y dejó a la convención sin quorum. Al dividirse la UCR tras el derrocamiento de Perón, Amit se unió a la Unión Cívica Radical Intransigente, liderada por Arturo Frondizi, que fue elegido presidente en 1958. 
La Pampa quedó sin constitución y así y debió continuar bajo el régimen de interventores. Frondizi nombró a Amit interventor federal en la Provincia de La Pampa, que no estaba completamente instituida como tal. Cuando el proceso se completó fue el candidato de la UCRI a la gobernación, mientras el peronismo seguía impedido —en 1959 también se proscribió al Partido Comunista— de forma tal que quedaron legalmente habilitados solamente tres partidos en La Pampa: la Unión Cívica Radical del Pueblo, el Partido Socialista y el Partido Demócrata Cristiano. Fue elegido gobernador de la provincia de La Pampa en febrero de 1960.
Renunció tras el golpe de Estado de 1962. Al año siguiente fue nuevamente candidato a gobernador, y electo nuevamente para ese cargo, en unas elecciones en las que la primera minoría fue obtenida por el voto en blanco, con 25 666 sufragios (31%), debido a que varios partidos continuaban proscriptos; Amit obtuvo 24 514 votos (30%) y el candidato de la UCRP 18 906 (23%). Tras el golpe de Estado que derrocó al presidente Arturo Illia renunció nuevamente al cargo. Amit renunció a su cargo de interventor para tener la posibilidad de lanzar su candidatura para la Gobernación de la provincia. De esta manera se consagró gobernador de La Pampa en octubre de 1963, cargo que ocupó hasta junio de 1966 que nuevamente un Golpe Militar esta vez a cargo de Juan Carlos Ongania.
Se afilió al Movimiento de Integración y Desarrollo liderado por Frondizi, y en 1971 fundó el Movimiento Federalista Pampeano (MOFEPA), del cual fue candidato a gobernador en 1973, resultando derrotado por el Frente Justicialista de Liberación en segunda vuelta.
Amit se pronunció a favor de la dictadura denominada Proceso de Reorganización Nacional, justificando en una carta abierta el golpe de Estado y la represión; en un encuentro con el general Albano Harguindeguy propuso para el cargo de gobernador a Ricardo Telleriarte, del MOFEPA, que asumió el gobierno de facto en 1981.
Ismael Amit, en su propuesta a las FF. AA. de 1980, hizo un decálogo del pensamiento civil alienado a la dictadura. Los militares representaron así "la única garantía de que continuará el clima de libertad, de paz interior" y pedía "no hablar de fantasmas, de aparecidos, sino de realidades". Durante la dictadura militar, a fines de 1980, el general Roberto Viola sucedió a Jorge Rafael Videla en el gobierno de facto y ante la apertura a civiles para ocupar cargos de gobernadores el MOFEPA quedó definitivamente alineado al Proceso cuando el 9 de diciembre se realizó una reunión entre Amit y el ministro del Interior, Albano Harguindeguy. En 1981, edifundió su "Propuesta a las Fuerzas Armadas por el doctor Ismael Amit".
Tras las elecciones de 1983, en que su partido no obtuvo buenos resultados, terminó alejándose del Movimiento Federalista tras la escisión de este en 1987. Fue miembro del Consejo para la Consolidación de la Democracia.
Falleció en Santa Rosa en marzo de 1994.